# Bungarus flaviceps
El krait cabeza roja (Bungarus flaviceps) es una especie de serpiente venenosa de la familia Elapidae. Es de gran tamaño, hasta 2,1 m de longitud, y tiene una coloración muy característica. 
Vive en tierras bajas de la selva lluviosa, incluyendo las de las islas, pero no se considera común. Se alimenta principalmente de serpientes, probablemente de las que son semiacuáticas o fosoriales. Se distribuye por el sudeste de Asia, y se encuentra en Malasia, Tailandia y Sumatra, con una subespecie en Borneo. La potencia del veneno ha sido poco estudiada, dado que las mordeduras de esta especie son extremadamente raras.

## Descripción
Esta especie presenta una coloración muy llamativa y característica, la cabeza y cola son de color rojo brillante y  el cuerpo es negro con una raya estrecha blanca azulada lateral inferior. Tiene escamas grandes y lisas, dándole un aspecto brillante. Por lo general no atacan hasta que han sido molestados de manera continuada. 
Mide de media entre 1,20 a 1,50 metros, con un máximo de 2,10 metros.
Tienen colmillos cortos, huecos en sus huesos maxilares, con entradas en las bases y salidas cerca de sus puntas. El veneno se envía hacia la entrada y es forzado a través del orificio en la punta del colmillo.

## Distribución
Sur de Tailandia, Sur de Birmania, Camboya, Vietnam, península malaya, Pulau Tioman, Indonesia (Bangka, Sumatra, Java, Billiton, Borneo).

## Comportamiento
Son nocturnas y parcialmente acuáticas. Aunque antes se pensaba que se alimentaban principalmente de otras serpientes, ahora se sabe que incluyen en su dieta lagartos, ranas, cecilias, pequeños mamíferos y huevos de serpiente.
A pesar de su letalidad, generalmente no se consideran de alto riesgo para los seres humanos durante el día, ya que están aletargadas, lo que las hace lentas; a menudo permanecen ocultas durante el día y si son molestadas presionan la cabeza contra el suelo o la ocultan bajo su cuerpo enroscado. Durante la noche, son activas y extremadamente peligrosas.

## Veneno
Es una serpiente extremadamente venenosa, aunque son raros los casos de mordeduras reportados. El veneno del krait parece actuar primariamente como una neurotoxina, que previene la comunicación entre las sinapsis neuromusculares; que resulta en parálisis y muerte por asfixia debido a que las víctimas ya no pueden respirar por sí mismas.
Cuando el veneno produce efecto, los músculos más inervados son los primeros en sufrirlo: el músculo que levanta el párpado superior y los  músculos ciliares que controlan las lentes del ojo. Entre 20 minutos y varias horas después de la mordida, la víctima puede tener grandes dificultades para mantener los ojos abiertos. Esta condición se llama  ptosis bilateral y es un clásico signo de envenenamiento grave. Otros síntomas comunes incluyen diplopía, disfagia, vómito, cefalea, y sialorrea. Más tarde, tienden a empeorar los síntomas de parálisis, extendiéndose progresivamente a más músculos, entre los que se incluyen los de las mandíbulas, que en algunos casos, llegan a estar cerradas. La dificultad para respirar puede ocurrir como resultado de la parálisis del diafragma, el principal músculo que controla la respiración.
Su veneno contiene también una neurotoxina postsináptica recientemente descubierta, llamada κ-flavitoxina, la cual es una potente inhibidora de la trasmisión nicotínica en ganglios autónomos. Los síntomas neurotóxicos pueden resolverse naturalmente, o más rápidamente a través de la administración de antisuero o drogas que inactivan la acetilcolinesterasa, una enzima que, en forma natural, destruye el mensajero químico que transporta señales desde los nervios a los músculos en la sinapsis neuromuscular.